# Burgstall Thundorf
Der Burgstall Thundorf ist eine abgegangene mittelalterliche Höhenburg bei 307 m auf dem Burgberg nahe dem Friedhof über dem Dorf Thundorf, heute Ortsteil der Gemeinde Thundorf in Unterfranken im Landkreis Bad Kissingen in Bayern.
Die Burg wurde in der Mitte des 12. Jahrhunderts durch die Ritter von Thundorf errichtet. Im 14. und 15. Jahrhundert lebten in dieser Ganerbenburg die Herren von Schaumberg, bis die Burganlage im Zuge des Bauernaufstandes zerstört wurde. 1480 ließen die Schaumberger im Tal das Wasserschloss Schloss Thundorf errichten.
Von der ehemaligen Burganlage sind noch geringe Reste der Wallanlage erhalten.